# Tanumafili Jungblut
Tanumafili Malietoa Jungblut (* 10. Juni 1990) ist ein amerikanisch-samoanischer Gewichtheber.
Tanumafili Jungblut begann im Alter von neun Jahren mit dem Gewichtheben, für das er von einem seiner Onkel begeistert wurde. Vorbild und spätere Trainerin war die Medaillengewinnerin bei Mini-Pazifikspielen, Monica Afalua. Er startet für das Oceania Weightlifting Institute. Zunächst startete er in der Klasse bis 85 kg. Sein erstes bedeutenderes internationales Turnier waren die Mini-Pazifikspiele 2009, wo er Fünfter wurde. Ein Jahr später startete er bei den Ozeanien-Meisterschaften und gewann dort in der Wertung der Junioren die Bronzemedaille, in der Erwachsenenklasse belegte er den fünften Rang. 2011 nahm Jungblut an den XIV. Pazifikspielen in Nouméa in Neukaledonien teil und wurde dort Achter.
2012 wechselte Jungblut in die Klasse bis 94 kg (Mittel-Schwergewicht). Bei den Ozeanien-Meisterschaften des Jahres wurde er Sechster. Danach kam er zwei Jahre lang zu keinen weiteren internationalen Wettkämpfen. Erst zu den XV. Pazifikspielen 2015 in Port Moresby in Papua-Neuguinea, zugleich die Ozeanien-Meisterschaften des Jahres, gewann er in seiner Gewichtsklasse die Bronzemedaillen sowohl im Reißen, Stoßen als auch im Zweikampf. In Suva auf Fidschi gewann Jungblut im Reißen bei den Ozeanien-Meisterschaften 2016 die Bronzemedaille. Mit einem Stipendium des IOC konnte Jungblut im Vorlauf der Olympischen Spiele 2016 in Rio de Janeiro als einer von zwei amerikanisch-samoanischen Gewichthebern in Neukaledonien trainieren. Als einzigem Vertreter seines NOK gelang ihm schließlich auch der Sprung zu den Olympischen Spielen, wo er Fahnenträger seiner Mannschaft bei der Eröffnungsfeier war. Dort scheiterte er im Reißen und schied als einziger der 18 Teilnehmer ohne Wertung aus.
Nach den Spielen wechselte Jungblut erneut die Gewichtsklasse und trat nun in der Klasse bis 105 kg (Schwergewicht) beziehungsweise nach einer Neustrukturierung der Gewichtsklassen 2018 bis 109 kg (2. Schwergewicht). Bei den Ozeanien-Meisterschaften 2017 in Gold Coast, Australien musste er sich nur noch Manueli Tulo aus Fidschi geschlagen geben und gewann die Silbermedaille sowohl im Reißen, Stoßen wie auch im Zweikampf. Die Mini-Pazifikspiele 2017 in Port Vila, Vanuatu beendete er mit dem Gewinn einer Bronzemedaille im Reißen. Bei den 2019 wiederbelebten Arafura Games gewann er in Darwin, Australien hinter dem Samoaner Sanele Mao die Silbermedaille. Diese gewann er auch bei den gleichzeitigen Pazifikspielen und Ozeanien-Meisterschaften 2019 im samoanischen Apia, wiederum hinter Mao, sowohl im Stoßen als auch im Zweikampf. Im Januar 2020 startete Jungblut erstmals bei einem Gewichtheber-Weltcup und belegte in Rom den achten Platz.
2021 konnte sich Jungblut erneut für das 14 Starter umfassende Feld für die Olympischen Spiele qualifizieren. In Tokio war er neben der Schwimmerin Tilali Scanlan das einzige in Amerikanisch-Samoa geborene Mitglied der sechs Sportler umfassenden Mannschaft. Bei der Eröffnungsfeier war er gemeinsam mit Scanlan Fahnenträger Amerikanisch-Samoas. Er belegte den 13. und damit letzten Platz im platzierten Starterfeld.